# The 10,000 Year Explosion
The 10,000 year explosion: How Civilization Accelerated Human Evolution är en bok inom sociobiologi skriven av den amerikanske populationsgenetikern Henry Harpending och antropologen Gregory Cochran. Boken finns inte översatt till svenska. I boken framförs minoritetsåsikten att evolutionen fick förnyad fart hos människosläktet i samband med övergången från jägar/samlarsamhälle till ett samhälle baserat på jordbruk och att evolutionen fortfarande går fort. Denna syn på människans evolution anses stå i bjärt kontrast till den syn som kända evolutionspsykologer som Richard Lewontin och Stephen Jay Gould står för.
Vissa av de gener som blivit mer vanliga de senaste årtusendena och som Harpending och Cochran tar upp i sin bok är allmänt kända. Till dessa hör gener som behandlar laktosintolerans, resistans mot malaria och andra sjukdomar och gener kopplade till melaninproduktion i huden. Andra delar av boken är höggradigt spekulativa. Författarna menar att det kan vara så att uppkomsten av jordbruk kan ha lett till samhällseliter som tvingat sina undersåtar att vara mer laglydiga och att jordbrukets uppkomst premierat människor som är mer arbetsamma än vad som var fördelaktigt under jägar/samlarsamhället. Författarna har dock inte hittat några direkta gener som stöder hypotesen.
Det faktum att övergången till jordbrukssamhället skett vid olika tidpunkter i olika delar av världen menar boken kan ha lett till skillnader i hur väl olika folkgrupper tål olika typer av föda och hur väl de tål vissa sjukdomar. I boken framförs också teorin att de gener vissa folkgrupper på jorden tros ha fått via korsning med neanderthalare, inte kan tolkas som ett mått på hur omfattande denna korsning varit utan på att vissa av de gener som tillförts har gett fördelar till de individer som bär dem och därför blivit vanligare över tid.
Bokens sista kapitel, som fått viss publicitet, handlar om ett antal gener som kan orsaka sjukdomar för de som har genen i dubbel uppsättning, men samtidigt misstänks bidra till att heterozygota bärare blir mer intelligenta. Kapitlet har fått viss kritik av evolutionspsykologen Steven Pinker.